# Bennur (K), Chitapur
Bennur (K) là một làng thuộc tehsil Chitapur, huyện Gulbarga, bang Karnataka, Ấn Độ.